# 涅拉兹斯科耶农村居民点
涅拉兹斯科耶农村居民点（俄语：Нелазское сельское поселение）是俄罗斯联邦沃洛格达州切列波韦茨区所属的一个农村居民点。其下辖有16个居民点，行政中心为舒尔马。据2015年统计，该农村居民点的人口为2096人。